# Войнаровский, Игорь Юрьевич
И́горь Ю́рьевич Войнаро́вский (22 апреля [5 мая] 1912, Рыбинск, Ярославская губерния — 28 февраля 2003, Москва) — советский артист оперетты, певец, Народный артист РСФСР (1966).

## Биография
Родился 22 апреля (5 мая) 1912 года в Рыбинске (ныне Ярославская область). Начиная с 1931 года, выступал в опереточных труппах под руководством своего отца, актёра и режиссёра оперетты Войнаровского (Кильчевского) Юрия Николаевича (1892—1939, репрессирован) в городе Петропавловск (КССР). В 1998 году вышел на пенсию.
Умер в Москве 28 февраля 2003 года на 91-м году жизни. Урна с прахом захоронена в колумбарии Донского кладбища.

## Творчество
С 1936 по 1973 годы — солист Хабаровского театра музыкальной комедии.
В 1973 году вместе со своей женой — народной артисткой КазССР, заслуженной артисткой РСФСР Симоновой Н. И. участвовал в создании Карагандинского академического театра музыкальной комедии, на сцене которого выступал до 1998 года. За 67 лет сценической деятельности сыграл более 200 ролей, в том числе и в балете (одно из значительных созданий артиста — партия Гирея в балете Б. В. Асафьева «Бахчисарайский фонтан»). Был признан лучшим исполнителем роли графа Лососиноостровского в оперетте Ю. С. Милютина «Цирк зажигает огни».
В 1960—1970-х годах выступал вместе с Т. И. Шмыгой.

## Роли
- «Свадьба в Малиновке» Б. А. Александрова — Яшка-артиллерист
- «Вольный ветер» И. О. Дунаевского — Фома
- «Трембита» Ю. С. Милютина — Сусик
- «Севастопольский вальс» К. Я. Листова — Боцман
- «18 лет» В. П. Соловьёва-Седого —Дмитрий Михайлович
- «Летучая мышь» И. Штрауса — Фальк
- «Весёлая вдова» Ф. Легара — Данила

## Семья
Отец — Войнаровский (Кильчевский) Юрий Николаевич (1890—1938) — артист оперетты, режиссёр.
Жена — народная артистка Казахской ССР, заслуженная артистка РСФСР Симонова (Войнаровская) Нина Ивановна (1925—2013)
Сын — оперный певец и актёр народный артист России Вячеслав Войнаровский (1946—2020). Внук — актёр театра и кино Игорь Войнаровский (род. 1983). Внучка — Анастасия.

## Награды
- Народный артист РСФСР (29 марта 1966)
- Заслуженный артист РСФСР (9 февраля 1953)
- Орден Красной Звезды (12.10.1945)
- медали.